# Plage de Sầm Sơn
 (octobre 2012).
Si vous disposez d'ouvrages ou d'articles de référence ou si vous connaissez des sites web de qualité traitant du thème abordé ici, merci de compléter l'article en donnant les références utiles à sa vérifiabilité et en les liant à la section « Notes et références ».
Plage de Sam Son ((Vietnamien:  Bãi biển Sầm Sơn) est une plage au Viêtnam. Il est situé dans la ville de Sầm Sơn, province de Thanh Hoa, région de Côte centrale du Nord, Viêtnam, 16 km à l'est de la ville de Thanh Hoa. La plage de Sầm Sơn devint une plage de villégiature en 1906, lorsque les colonisateurs français ont commencé à y construire des hôtels. La plage fait 6 km de long, de l'estuaire de Lach Hoi au pied de la montagne de Trường Lê. Il ne s'agit pas d'une plage de sable blanc, l'eau n'est pas limpide car Sam Son se situe à l'embouchure d'un fleuve. 